# 舊馬爾基夫卡
51°7′8″N 29°27′31″E / 51.11889°N 29.45861°E
舊馬爾基夫卡（烏克蘭語：Стара Марківка）是位於烏克蘭北部的村莊，由基辅州维什霍罗德区的克拉斯亞蒂奇市鎮負責管轄。該村始建於1920年，面積4平方公里，海拔高度166米，2001年人口71，人口密度每平方公里17.8人。